# Algarve Cup 2022
Algarve Cup 2022 var den 28. udgaven af Algarve Cup, der er en fodboldturnering for kvinder som er en turnering for inviterede hold, der afholdes hvert år i Portugal. Den fandt sted fra den 16. til 23. februar 2022.
De fem deltagende hold spillede to kampe hver i gruppespillet. De to bedste hold kvaliferede sig til finalen, mens de tre andre hold spillede mod hinanden i 45 minutters kampe for at bestemme den endelige placering.

## Hold
I alt deltog blot fem hold i 2022-udgavenm, efter Australien trak sig inden.
| Hold       | FIFA's verdensrangliste (December 2021) |
| ---------- | --------------------------------------- |
| Sverige    | 2                                       |
| Australien | 11                                      |
| Norge      | 12                                      |
| Danmark    | 14                                      |
| Italien    | 15                                      |
| Portugal   | 29                                      |

## Indledende runde
| Pos | Hold     | K | V | U | T | M+ | M- | MF | P | Kvalifikation |
| --- | -------- | - | - | - | - | -- | -- | -- | - | ------------- |
| 1   | Sverige  | 2 | 2 | 0 | 0 | 7  | 0  | +7 | 6 | Finalen       |
| 2   | Italien  | 2 | 2 | 0 | 0 | 3  | 1  | +2 | 6 | Finalen       |
| 3   | Portugal | 2 | 1 | 0 | 1 | 2  | 4  | −2 | 3 | Bronzekamp    |
| 4   | Norge    | 2 | 0 | 0 | 2 | 1  | 4  | −3 | 0 | Bronzekamp    |
| 5   | Danmark  | 2 | 0 | 0 | 2 | 0  | 4  | −4 | 0 | Trak sig      |

1. ↑  Den 17. februar trak det danske landshold sig fra turneringen, grundet tilfælde af COVID-19 i truppen.[5]

### Kampe
| 16. februar 2022 12:00 |

| Danmark | 0–1     | Italien        |
| ------- | ------- | -------------- |
|         | Rapport | Bonansea 50' · |

| Estádio Municipal de Lagos, Lagos |

| 16. februar 2022 18:30 |

| Norge | 0–2     | Portugal                     |
| ----- | ------- | ---------------------------- |
|       | Rapport | - Pinto 22' - Mendes 90+4' · |

| Estádio Municipal de Lagos, Lagos Dommer: Maria Rivet (Mauritanien) |

| 20. februar 2022 11:00 |

| Italien                     | 2–1     | Norge              |
| --------------------------- | ------- | ------------------ |
| - Giacinti 10' - Caruso 28' | Rapport | - Ildhusøy 45+3' · |

| Estádio Algarve, Algarve |

| 20. februar 2022 17:15 |

| Portugal | 0–4 | Sverige                                                      |
| -------- | --- | ------------------------------------------------------------ |
|          |     | - Glas 56' - Ilestedt 60' - Asllani 74' - Blackstenius 76' · |

| Estádio Algarve, Algarve |

|  |

| Sverige | 3–0 (tildelt) | Danmark |
| ------- | ------------- | ------- |
|         |               |         |

|  |

## Placeringskampe

### Bronzekamp
| 23. februar 2022 11:00 |

| Portugal | 0–2     | Norge                          |
| -------- | ------- | ------------------------------ |
|          | Rapport | - Terland 20' - Ildhusøy 79' · |

| Estádio Algarve, Algarve |

## Finalekamp
| 23. februar 2022 11:00 |

| Sverige                                                          | 1–1                      | Italien                                                     |
| ---------------------------------------------------------------- | ------------------------ | ----------------------------------------------------------- |
| Seger 72' (str.)                                                 | Rapport                  | Giacinti 18'                                                |
|                                                                  | Straffesparkskonkurrence |                                                             |
| - Seger - Asllani - Blackstenius - Berglund - Angeldal - Lindahl | 6–5                      | - Giugliano - Gama - Girelli - Cernoia - Caruso - Serturini |

| Estádio Municipal de Lagos, Lagos |

## Statistik

### Målscorere
2 mål
- Valentina Giacinti
- Celin Bizet Ildhusøy

1 mål
- Barbara Bonansea
- Arianna Caruso
- Elisabeth Terland
- Carolina Mendes
- Tatiana Pinto
- Kosovare Asllani
- Stina Blackstenius
- Hanna Glas
- Amanda Ilestedt
- Caroline Seger